# Patrick Tolhoek
Patrick Tolhoek (Yerseke, 26 juni 1965) is een voormalig Nederlands wielrenner en mountainbiker.

## Biografie

### Wielertalent
Tolhoek was geen natuurtalent, maar hij toonde lef, inzet en was brutaal en fanatiek. Hij werd in 1984 amateur en haalde in die categorie 17 zeges. In de bergen viel hij op door goede resultaten. Als 22-jarige debuteerde hij bij de amateurs in de Wereldkampioenschappen wielrennen 1987 in Villach. Daarna stapte de fietsenmaker over van de amateurs naar de professionals bij de ploeg Roland-Skala van Roger Swerts. Nadat Roland eind 1988 stopte, maakte hij de overstap naar Superconfex.
In 1988 en 1989 werd Tolhoek vierde op het Nederlands kampioenschap op de weg. Door een reeks van goede resultaten nam ploegleider Jan Raas van Superconfex-Yoko-Opel hem mee naar de Ronde van Frankrijk 1989. In de derde etappe zat Tolhoek mee in de beslissende vlucht en werd hij derde achter Raúl Alcalá en zijn voormalige ploeggenoot Jesper Skibby. Hij werd negende in het jongerenklassement. De goede resultaten werden gewaardeerd met de Toboga Bokaal, de prijs voor het wielertalent van het jaar.

### Blessures
In 1990 kreeg Tolhoek last van zijn rug. Hij zat bijna een jaar in de ziektewet voordat de problemen werden verholpen. In de Ronde van Zwitserland van 1991 reed hij in de derde rit lang alleen en zonder klachten vooruit.
Zijn carrière als professionele wegwielrenner eindigde vanwege onverklaarde beenklachten. Na een periode van afwezigheid probeerde Tolhoek het als mountainbiker, maar de klachten keerden terug. Onderzoek wees uit dat er sprake was van een afknikking van de bekkenslagader. Dit werd operatief verholpen.

### Mountainbike
Na de operatie werd Tolhoek in 1998 Nederlands kampioen mountainbike en kwalificeerde hij zich voor de Olympische Spelen van Sydney in 2000, waar hij voortijdig afstapte in de olympische mountainbikerace.
Verder behaalde hij enkele aansprekende resultaten in wereldbekerwedstrijden, waaronder een zesde plaats in Plymouth UK (1998), een derde plaats in Big Bear, USA (1999) en een vijfde plaats in Canmore, Canada (2000).

### Wielerfamilie
Zijn zoon Antwan is ook actief als beroepsrenner. Zijn vader Ko was lange tijd amateur en reed ook een paar jaar bij de professionals. In 1964 reed hij in de twintigste ronde van het Nederlands kampioenschap met André van Aert voorop. Voor de ploeg Caballero reed hij in 1965 de Ronde van Nederland. In de eerste Amstel Gold Race reed hij in de eerste kopgroep. Op bijna vijftigjarige leeftijd reed hij nog altijd als liefhebber.

## Palmares
1985
- Nederlands militair wielerkampioen op de weg

1987
- Dorpenomloop Rucphen

1989
- Stadsprijs Geraardsbergen

1992
- Nederlands kampioen ATB NWB[14]
- Klauterkoers Sweikhuizen[15]

1996
- NK mountainbike

1998
- Nederlands kampioen MTB

1999
- NK mountainbike

## Resultaten in voornaamste wedstrijden
| Jaar | Ronde van Italië | Ronde van Frankrijk | Ronde van Spanje |
| ---- | ---------------- | ------------------- | ---------------- |
| 1988 |                  |                     |                  |
| 1989 |                  | 99e                 |                  |
| 1990 |                  | 123e                |                  |
| 1991 |                  |                     |                  |

| Jaar | Amstel Gold Race | Ronde van Lombardije | Bretagne Classic | Kuurne-Brussel-Kuurne |
| ---- | ---------------- | -------------------- | ---------------- | --------------------- |
| 1988 | 55e              | 17e                  |                  | 7e                    |
| 1989 |                  |                      |                  |                       |
| 1990 |                  |                      |                  |                       |
| 1991 |                  |                      | 6e               |                       |

Wielerploegen van Patrick Tolhoek
Cordes ·
Fuchs ·
Gansler ·
Godimus ·
Gölz ·
Heylen ·
Jagt ·
Jakobs ·
Maassen ·
Mattheus ·
Nijdam ·
Poels ·
Segers ·
Solleveld ·
Tolhoek ·
E. Van Hooydonck · 
G. Van Hooydonck ·
Verhoeven (tot 31/07) ·
de Vries ·
Wijnants
Cordes ·
De Keulenaer ·
Fuchs ·
Gänsler ·
Gölz ·
Maassen ·
Mattheus ·
Nijdam ·
Poels ·
Segers ·
Solleveld ·
Tolhoek ·
Vanderaerden ·
E. Van Hooydonck ·
G. Van Hooydonck ·
Veenstra ·
de Vries ·
Winnen ·

van de Meulenhof (stagiair) 
De Clercq ·
De Keulenaer ·
Eijk ·
Goense ·
van der Hulst ·
Kokkelkoren ·
Maassen ·
Mulders ·
Nijdam ·
Poels ·
Rayner ·
Robeet ·
Rooks · 
Segers ·
Solleveld ·
Tolhoek ·
Vanderaerden ·
E. Van Hooydonck ·
G. Van Hooydonck ·

Veenstra ·
de Vries ·
Winnen ·
Zuijderwijk ·
Daelman (stagiair) ·
Remijn (stagiair) ·
Saey (stagiair) 